# Wielki powrót
Wielki powrót (ang. The Comeback) – amerykański serial komediowy pierwotnie nadawany przez stację HBO od 5 czerwca do 4 września 2005 roku. W Polsce emitowany był na kanale TVN 7, premierowo w 2011. Serial zdobył trzy nominacje do nagrody Emmy, wyróżniony za pierwszoplanową rolę aktorską Lisy Kudrow, reżyserię oraz reżyserię castingu. Kudrow za występ w serialu została też uhonorowana nagrodą imienia Gracie Allen.
Krytycy pozytywnie ocenili produkcję. W grudniu 2009 magazyn Entertainment Weekly okrzyknął Wielki powrót mianem „jednego z dziesięciu najlepszych seriali mijającej dekady”.
6 maja 2014 roku stacja HBO zamówiła drugi sezon serialu, składający się z 8 odcinków. 3 seria ma się pojawić w 2026 roku.

## Fabuła
Aktorka Valerie Cherish (Lisa Kudrow) wspięła się na szczyty popularności w latach 1989-1992, kiedy występowała w znanym sitcomie. Program zdjęto z anteny, a artystce nie udało się znaleźć innej roli. Założyła rodzinę, ale nigdy nie przestała marzyć o dawnej pracy. Pewnego dnia Valerie postanawia zrealizować swoje pragnienia i wprowadzić w życie plan wielkiego powrotu.
Valerie chce za wszelką cenę wrócić do show-biznesu. Stara się o rolę w pilotowym odcinku sitcomu o czwórce przyjaciół mieszkających razem. Jednak dostanie rolę tylko pod warunkiem, że wystąpi w swoim własnym reality show.
Valerie dostaje wymarzoną rolę. Udaje się razem z całą ekipą na premierę do Nowego Jorku. Spodziewa się, że będzie traktowana jak wielka gwiazda, która powróciła na ekrany telewizji po latach. Spotyka ją jednak rozczarowanie.

## Obsada

### Główna
- Lisa Kudrow jako Valerie Cherish
- Laura Silverman jako Jane
- Damian Young jako Mark Berman
- Robert Michael Morris jako Mickey Deane
- Lance Barber jako Paulie G.
- Robert Bagnell jako Tom Peterman
- Malin Åkerman jako Juna Millken

### Role drugoplanowe
- Kimberly Kevon Williams jako Shayne Thomas
- Jason Olive jako Jesse Wood
- Kellan Lutz jako Chris MacNess
- James Burrows
- John H. Mayer jako Wagner Fisk
- Vanessa Marano jako Francesca Berman
- Nathan Lee Graham jako Peter / „Peter Darling"
- Bayne Gibby jako Gigi Alexander
- Lillian Hurst jako Esperanza
- Dan Bucatinsky jako Billy Stanton
- Maulik Pancholy jako Kaveen Kahan
- Amir Talai jako Greg Narayan
- Tom Virtue jako Eddie

## Odcinki
| Sezon | Sezon | Odcinki | Oryginalna emisja | Oryginalna emisja | Oryginalna emisja | Oryginalna emisja | Oryginalna emisja |
| Sezon | Sezon | Odcinki | Premiera sezonu   | Finał sezonu      | Premiera sezonu   | Finał sezonu      |                   |
| ----- | ----- | ------- | ----------------- | ----------------- | ----------------- | ----------------- | ----------------- |
|       | 1     | 13      | 5 czerwca 2005    | 4 września 2005   | 12 lutego 2011    | 7 maja 2011       |                   |
|       | 2     | 8       | 9 listopada 2014  | 28 grudnia 2014   | 23 lutego 2015    | 13 kwietnia 2015  |                   |

## Nagrody i wyróżnienia
- 2006, Primetime Emmy Awards:
  - nominacja do nagrody Emmy w kategorii wybitna pierwszoplanowa rola żeńska w serialu komediowym (nominowana: Lisa Kudrow)
  - nominacja do nagrody Emmy w kategorii wybitna reżyseria serialu komediowego (za odcinek Valerie Does Another Classic Leno; Michael Patrick King)
  - nominacja do nagrody Emmy w kategorii wybitny casting do serialu komediowego (Meg Liberman, Camille H. Patton, Elizabeth Barnes)
- 2006, Gracie Allen Awards:
  - nagroda Gracie w kategorii wybitna pierwszoplanowa rola żeńska w serialu komediowym (Lisa Kudrow)
- 2006, Satellite Awards:
  - nominacja do Satelity w kategorii najlepsza aktorka w serialu komediowym lub muzycznym (Lisa Kudrow)
- 2006, Casting Society of America, USA:
  - nominacja do nagrody Artios w kategorii najlepszy casting do odcinka pilotażowego − serial komediowy (Meg Liberman, Camille H. Patton)